# فرودگاه محلی دبلیو. کی. کلوگ
فرودگاه محلی دبلیو. کی. کلوگ  (به انگلیسی: W. K. Kellogg Regional Airport) یک فرودگاه همگانی با کد یاتا BTL است که یک باند فرود آسفالت دارد و طول باند آن ۳۰۴۹ متر است. این فرودگاه در کشور ایالات متحده آمریکا قرار دارد و در ارتفاع ۲۹۰ متری از سطح دریا واقع شده است.